# Federação de Futebol do Afeganistão
A Afghanistan Football Federation (em português: Federação de Futebol do Afeganistão) é o maior órgão de futebol no Afeganistão, controlando a Seleção Afegã de Futebol. Foi fundada em 1922, e é membra da Federação Internacional de Futebol (FIFA) desde 1948 e da Confederação Asiática de Futebol (AFC) desde 1954.